# Amaxophobie
L'amaxophobie, terme formé à partir des mots grecs amaxa (chariot) et phobia (peur) est la peur liée à la conduite d'un véhicule, et peut être aussi bien une cause qu'une conséquence d'un accident de la route.

## Prévalence
Encore peu étudiée, cette phobie toucherait au début des années 2000 de façon au moins temporaire 50 % des victimes d'accidents de la route dans les mois suivant leur accident. Elle touche également des personnes n'ayant pas été victimes d'accident.

## Causes
L'amaxophobie peut être une conséquence d'un traumatisme résultant d'un accident de la route. Elle peut aussi être liée à des craintes proches des troubles obsessionnels compulsifs (phobies d’impulsion) ou à d'autres peurs comme l'agoraphobie ou la peur du vide. L'aspect oppressant de certaines infrastructures routières semble également favoriser l'apparition de cette peur.